# Национален отбор по ръгби на България
Националният отбор по ръгби на България представя страната на международни състезания в спорта ръгби. Отборът е под егидата на Българска федерация по ръгби и не се е класирал на Световна купа по ръгби. Тимът е ежегоден участник в турнирите организирани и ръководени от „Ръгби Европа“ и се състезава в Дивизия Конференция 1 Юг на Купа на Европейските Нации. В ранглистата на „Ръгби свят“ страната се нарежда на 59-о място.
Треньор на отбора към 2022 година е Ромен Балмис.
Първият официален мач на отбора се провежда през 1963 година срещу Румъния и завършва 70 – 3 в полза на румънците. Първият опит на страната да се класира на световна купа по ръгби е през 1999 година, като не успява да се класира.
Най-голямата победа на отбора е през 2019 година срещу Сърбия  – 71 – 7, а най-голямата загуба е от 1976 година срещу Румъния – 0 – 100.
Треньора на Българския национален отбор по ръгби към 2022 година е французина Ромен Балмис.
След успешния сезон 2021/22, националния отбор, се изкачи от Конференция 2 Юг в Конференция 1 Юг.

## Световна купа по ръгби
- 1987 – не е поканен
- 1991 – не участва
- 1995 – не участва
- 1999 - 2019 – не се класира

## Мачове на националния отбор след COVID-19
| отбор домакин       | резултат | гост отбор | първенство                              | дата             |
| Босна и Херцеговина | 24:49    | България   | 2021/22 Rugby Europe Conference 2 South | 2 октомври 2021  |
| България            | 14:11    | Сърбия     | 2021/22 Rugby Europe Conference 2 South | 16 октомври 2021 |
| Андора              | 13:17    | България   | 2021/22 Rugby Europe Conference 2 South | 2 Април 2022     |
| България            | 54:13    | Турция     | 2021/22 Rugby Europe Conference 2 South | 7 май 2022       |
| Малта               | 14:23    | България   | 2022/23 Rugby Europe Conference 1 South | 15 октомври 2022 |
| България            | 34:15    | Израел     | 2022/23 Rugby Europe Conference 1 South | 5 ноември 2022   |
| България            | 39:19    | Словения   | 2022/23 Rugby Europe Conference 1 South | 29 април 2023    |
| Кипър               | 35:17    | България   | 2022/23 Rugby Europe Conference 1 South | 13 май 2023      |
| България            | 40:24    | Турция     | 2023/24 Men's Conference                | 28 октомври 2023 |
| България            | 30:7     | Сърбия     | 2023/24 Men's Conference                | 20 април 2024    |
| Молдова             | 48:6     | България   | 2023/24 Men's Conference                | 4 май 2024       |
| Турция              | 49:10    | България   | 2024/25 Men's Conference                | 5 октомври 2024  |
| България            | 18:17    | Молдова    | 2024/25 Men's Conference                | 18 април 2025    |
| България            | 28:44    | Сърбия     | 2024/25 Men's Conference                | 10 май 2025      |

## Състав
Състав на България изправил се срещу Словения през 2023 година на 29 април .
| - 1 Денис ИВАНОВ - 2 Георги ФИЛИПОВ - 3 Людовик ТРАЙКОВ - 4 Иван ФИЛИПОВ - 5 Димитър ГЕОРГИЕВ - 6 Владислав МИХОВ - 7 Веселин ПЕЙЧЕВ - 8 Александър ТЕНЕВ - 9 Васил БОРИСОВ - 10 Петър НИКОЛОВ (кап.) - 11 Анатоли АНЯНВУ - 12 Кристиян ПАВЛОВ - 13 Рикардо АТИЕ - 14 Цветостин ЦВЕТКОВ - 15 Ивайло ИВАНОВ | Резерви - 16 Костадин ПЕТКОВ - 17 Никола ТРАЙКОВ - 18 Владислав СТОЯНОВ - 19 Борислав БОРИСОВ - 20 Ангел МАНЧЕВ - 21 Цветан РАШЕВ - 22 Костадин ДЕБРЕНЛИЕВ - 23 Илия ДИМИТРОВ |